# 古田重名
古田 重名（ふるた しげな、天保10年5月10日（1839年6月20日） - 大正2年（1913年）2月11日）は、江戸時代末期の武士、明治時代の茶人。豊後国岡藩の家老。豊後古田家14代。織部流14世。号は宗関（宗關）。
妻は田近長吉の娘。子に健男、咲子など。

## 生涯
天保10年（1839年）5月10日、岡藩士・田近長裕の四男として生まれる。初名は長行、後に幸吉。その後、古田本家・古田重剛の養子となり、名を重名と改める。
嘉永7年（1854年）7月より、藩主・中川久昭の小姓となる。その後、内記、小膳、勘解由、小膳と次々に通称を変更。明治3年（1870年）1月に義父・重剛の隠居により家督を相続した（家禄400石）。翌年の廃藩置県によって新藩知事・中川久成が失職し上京したので、重名も翌5年（1872年）に上京。東京で古田織部の子孫を称し、織部流を教えるも、学ぶ者が少なく、伝来の茶道具を売却して生計をたてる。
遠州流小堀宗舟の他、土居光華と交流を持ち、明治7年（1874年）には『土居光華編 近世女大学』の跋文を書いている。明治31年（1898年）に「茶道温知会」を創設し、衰退する茶道の普及を志した。門下には娘・素春（咲子）のほか、岡崎淵冲（惟素）、原宗改（鉄石）などがいる。
大正2年（1913年）2月11日、75歳で没し、染井墓地に葬られた。法号は、大徹院殿雲山古峰宗關大居士。
門下の素春(咲)が「茶道温知会」を引き継いだが、大正6年（1917年）に没したため「茶道温知会」は消滅した。しかし、100年後の平成29年（2017年）に、宮下玄覇により織部流を実践する目的のもと復会し、これが現在の古田織部流 正伝会（織部流温知会）となる。